# Ceasul al nouălea canonic
Ceasul al nouălea sau ora a IX-a ori nona, în liturgica creștină, e unul din ceasurile mici, făcând parte din cele șapte laude de peste zi, în cursul după-amiezii, dar înainte de vecernie. În ritul latin de după ultima reformă liturgică, numai unul din ceasurile mici e suficient.